# Zaccaria Ferreri
Zaccaria Ferreri O.Cart. (ur. ok. 1479 w Vicenzy, zm. 1524 w Rzymie) – biskup gardeński, legat papieski w Królestwie Polskim i na Litwie za Zygmunta Starego.

## Biografia
Zaccaria Ferreri urodził się w rodzinie szlacheckiej w Vicenzy w Wenecji Euganejskiej ok. 1479 roku. Studiował w Padwie. Najpierw wstąpił do benedyktynów, następnie przeniósł się do kartuzów w Mantui. W Rzymie uzyskał tytuł magistra prawa i teologii. Służył w kurii papieża Juliusza II, ale wkrótce dołączył do szeregu jego przeciwników, biorąc udział w nieprawowiernym soborze w Pizie w 1511 roku. Opublikował obronę soboru Apologia S. Pisani concilii. Został ekskomunikowany i uciekł do Francji w 1513 roku. Papież Leon X zdjął z niego ekskomunikę, powierzając mu zadanie przygotowania nowej, krótszej i wygodniejszej edycji brewiarza. W 1518 ustanowiony biskupem tytularnym Sebaste in Cilicia, w 1519 roku biskupem w Guardialfierze. Zrezygnował z przyjęcia nominacji, ale zachował tytuł i przysługujące przywileje. W latach 1519–1521 był legatem papieskim w Królestwie Polskim, w Prusach i na Litwie. W Polsce pośredniczył w rozejmie w wojnie polsko-krzyżackiej, starał się ograniczać wpływy luterańskie. Biskup Ferreri planował wyprawę do Wielkiego Księstwa Moskiewskiego. Doprowadził do kanonizacji Kazimierza Królewicza w 1522 roku, w 1521 napisał i wydał jego biografię. Przebywał w Krakowie i Toruniu. Po powrocie do Rzymu i śmierci papieża Leona X domagał się swoich praw jako biskupa Guardialfiery. Zmarł w Rzymie w 1524 roku. Wydane pośmiertnie w związku z reforma brewiarza Hymni novi ecclesiastici nie spotkały się w kręgach eklezjalnych z dobrym przyjęciem.

## Dzieła
- Apologia sacri Pisani consilii (1511; dotycząca soboru w Pizie)
- Lugdunense somnium, Lugdunense somnium somnium Lugdunense somnium de Leonis X ad summum pontificatum divina promotione (poemat panegiryczny dla Leona X)
- Vita Beati Casimiri Confessoris (1521; o św. Kazimierzu Królewiczu)
- Oratio… contra errores Fratris Martini Lutheri (1521)
- Hymni novi ecclesiastici (1525; hymny brewiarzowe)